# 彭漢章
彭 漢章（ほう かんしょう）は中華民国の軍人。滇軍（雲南軍）、黔軍（貴州軍）の指揮官で、後に国民政府（国民革命軍）に属した。号は仲文。

## 事跡
雲南陸軍講武堂を卒業し、最初は雲南派の唐継尭の下で軍職に就いた。しかし、後に黔軍の王文華・袁祖銘を頼って移籍した。その後は、袁の下で昇進を重ね、1922年（民国11年）8月、黔軍第1旅旅長となった。
1925年（民国14年）1月、袁祖銘が貴州督弁に復帰するとともに、彭漢章は、貴州陸軍第2師師長に任じられた。翌2月、四川省での活動継続を望む袁祖銘により、その部下である王天培が貴州督弁、周西成が貴州会弁、彭が貴州省長に、それぞれ任じられた。そして彭が貴陽において省政を掌握することになる。
ところが、王天培は天柱県など省東南部で、周西成は赤水県（現在の赤水市）など省北部で、それぞれ独自の勢力圏を築き、彭漢章は手出ししようがなかった。加えて、彭は外省人であり、しかも政治手腕に欠けていたため、王・周以外の黔軍軍人も彭の命令に服さなかった。結局、彭は省政の混乱を招いてしまう。1926年（民国15年）6月、彭は貴州会弁に異動し、周が後任の貴州省長（王の後任として督弁も兼務）となった。
同年8月、彭漢章は中国国民党に呼応し、国民革命軍第9軍軍長に任命された。そして、第10軍軍長に任命された王天培とともに湖南省西部での作戦に出撃した（なお、第9軍第1師師長は、賀竜である）。ところが、彭、王と袁祖銘（彭、王よりも遅れて国民革命軍に呼応し、第12軍軍長となる）は、湘軍（湖南軍）で国民革命軍第8軍軍長の唐生智から、湖南省統治権を脅かす存在と見なされてしまう。唐は先手を打って蔣介石から秘密裏に承諾を得ると、素早く袁・彭粛清の行動に出た。
まず、1927年（民国16年）1月31日、袁祖銘が常徳で唐生智軍により急襲され、処刑されてしまう。次いで、2月7日、漢口まで進軍していた彭漢章は、唐により突然逮捕、拘禁されてしまった。同年8月12日、彭は、軍事行動の際に殺人・略奪の罪を犯したと軍事法廷で認定され、武漢で処刑された。享年38。

## 注
1. ↑  袁祖銘・彭漢章は、経歴的に国民党との関連が薄く、唐生智だけでなく、蔣介石らからも警戒感は強かった。この2人と比較すると王天培は、武昌起義に参加し、早くから孫文（孫中山）を支持して国民党に加入するなど、経歴的に親国民党の傾向が見られた。